# Colhaç
Colhaç (en francès Collias) és un municipi francès situat al departament del Gard i a la regió d'Occitània.